# Fiesta (Roman)
Fiesta ist der erste größere Roman von Ernest Hemingway, der 1926 unter dem englischen Titel The Sun Also Rises erschien und ihn berühmt machte. Der Roman geht auf Erlebnisse Hemingways im Schriftstellermilieu im Paris der 1920er Jahre und im spanischen Pamplona des Jahres 1925 zurück. Hemingway nahm damals an den Stierläufen der Fiestas de San Fermín in Pamplona teil. Die Arbeit an dem Roman begann Hemingway Ende Juli 1925 in Valencia, setzte sie im August in Madrid, San Sebastián und Hendaye fort und schloss den ersten Entwurf des Manuskripts am 6. September in Paris ab. Im folgenden Winter nahm er im österreichischen Montafon-Tal umfassende Überarbeitungen und Kürzungen vor, ehe er das Manuskript im April 1926 an Maxwell Perkins vom Scribner-Verlag in New York sandte.
Auch heute noch zählt Fiesta zu den bedeutenderen Werken Hemingways. 1998 wurde der Roman von der Modern Library in der Liste der 100 besten englischsprachigen Romane des 20. Jahrhunderts auf Platz 45 gelistet.

## Handlung
Die Handlung beruht auf persönlichen Erlebnissen des Autors. Sie führt nach Paris, San Sebastián und hauptsächlich nach Pamplona sowie in eine fischreiche Region auf dem Land zwischen Pamplona und den Pyrenäen. Die jährliche Fiesta San Fermin in Pamplona, die Hemingway seinem Roman zugrunde legt, beginnt 1924 am 6. Juli. Das kirchliche Fest dauert sieben Tage und sieben Nächte. Auf der Prozession tanzt die Bevölkerung, behängt mit Knoblauchkränzen, von Trommlern unterstützt, lautstark durch die Stadt im Norden Spaniens. Durch die Gassen und Straßen werden Kampfstiere von einem Startplatz im Norden der Stadt zur Stierkampfarena getrieben, vor denen Männer – Spanier und Touristen – davonrennen im Bemühen, nicht verletzt zu werden. Dass dabei einer dieser Männer von einem Stier getötet wird, scheint in dem allgemeinen Trubel eher unterzugehen.
Die Erzählung setzt mit Teil 1 des Romans in Paris ein und schildert das Leben dortiger amerikanischer Emigranten, das sich hauptsächlich in den Cafés abspielt. Der Ich-Erzähler Jacob Barnes, von seinen Schriftstellerfreunden Jake genannt, ist in dem Pariser Büro eines amerikanischen Magazins als Korrespondent beschäftigt. Immerhin beträgt sein Guthaben zu Romanbeginn 1.832,60 Dollar. Er kommt aus Kansas City. An der Italienfront des Ersten Weltkriegs erlitt er schwere Verletzungen, die zu einer Impotenz führten. Im Lazarett lernte er die Krankenschwester Brett kennen. Jake war seinerzeit in die junge Frau, die inzwischen zweimal verheiratet war und nun Lady Ashley heißt, verliebt (Dieses „Krankenschwester-Erlebnis“ wird auch in anderen Romanen des Autors, hauptsächlich in In einem anderen Land ausgearbeitet).
Der Jude Robert Cohn aus New York schreibt in Paris an seinem zweiten Buch. Es geht mit dem Schreiben nicht so recht voran. Er hat die junge Frances Clyne am Hals. Frances klagt Jake ihr Leid: Robert habe ihr die Ehe versprochen und nun einen Rückzieher gemacht. Jake weicht aus. Er weiß mehr, sagt es aber Frances nicht: Robert hatte mit Brett in San Sebastián eine Affäre.

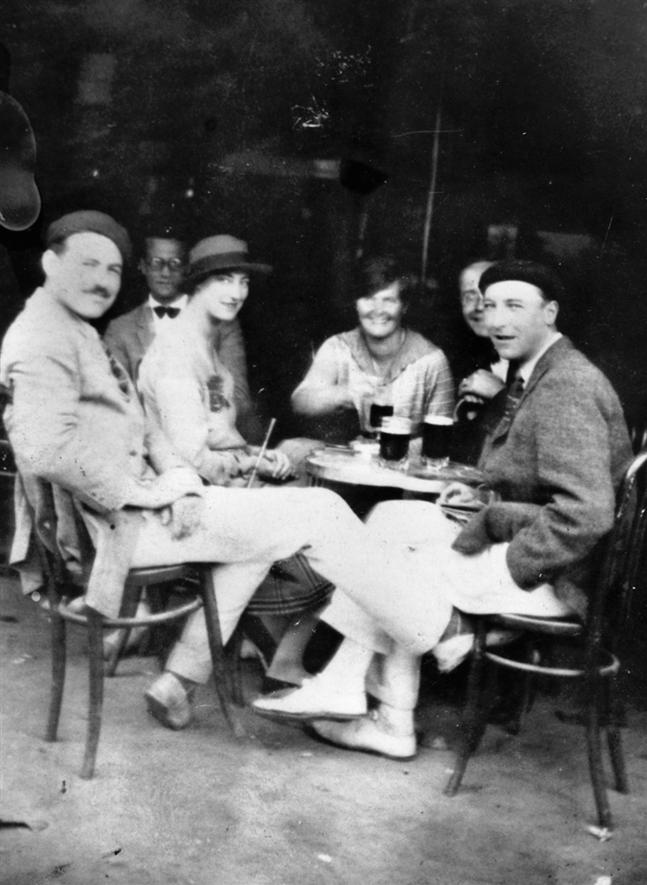
Ernest Hemingway (ganz links) am Tisch eines Straßencafés in Pamplona (Juli 1925)

Teil 2 des Romans: Jake reist mit Bill Gorton über Bayonne nach Pamplona zur Fiesta. Der Schriftsteller Bill ist extra mit dem Dampfer aus New York gekommen, um sich die Stierkämpfe in Spanien anzusehen. Jake ist in Pamplona als Aficionado bekannt und bekommt deshalb im Hotel Montoya einige der gefragten Zimmer für sich und seine Freunde. Es gibt nicht viele Amerikaner unter den Aficionados. Deshalb achten die Spanier Jake so sehr, dass sie ihm sogar seine trinkfreudigen Freunde verzeihen. Zwischen den Mitgliedern der Gruppe bauen sich immer stärkere Spannungen auf: Cohn weiß, dass seine Affäre mit Brett bekannt ist und verhält sich in einer Art und Weise, die Jake und Bill, und dann auch Brett und Mike, nicht gefallen (Brett reist später als die anderen Mitglieder der Gruppe an, mit Michael Campbell, Mike genannt). Sie will den Schotten, der vielleicht einmal reich werden wird, heiraten. Schließlich stellt sich heraus, dass Mike ein dem Alkohol besonders zugeneigter Bankrotteur ist. Aber Brett selbst ist in Wahrheit die zentrale Figur, um die sich alles dreht.
Obwohl Brett auf der Anreise wegen Alkohols einen Kollaps erlitten hat, genießt sie die Fiesta in vollen Zügen. In der Arena sitzt sie bald vorn an der Barriere und schaut ungerührt zu, wie ein Stier mit dem Horn einem Pferd den Leib aufschlitzt. Robert findet diese Vorkommnisse in der Arena eher ekelerregend, obwohl er den Stierkampf, und speziell die Toreros, sehr bewundert. Aber die Hauptbeschäftigung der Freunde besteht ohnehin im täglich mehrfach wiederkehrenden Trinkgelage. Bei einem beschwert sich der betrunkene Mike über Robert Cohn, der unentwegt um Brett scharwenzelt und ihr (und ihm selbst) dadurch stark auf die Nerven geht: Er fordert Robert unmissverständlich auf, Pamplona zu verlassen. Aber Robert, der immer nüchtern ist, lässt sich nicht abweisen. Er hält sich auch nach Mikes verbaler Attacke beständig in Bretts Nähe auf und liefert mehr denn je Anlass zu Streitereien.
Die 34-jährige Brett vergöttert den 15 Jahre jüngeren Torero Pedro Romero und bringt Jake dazu, ihr diesen vorzustellen. Sie beginnt sofort ein Verhältnis mit dem 19-Jährigen. Der Hotelbesitzer, Señor Montoya, missbilligt es, wenn ein Torero Cognac trinkt und sich mit einer dürftig bekleideten Ausländerin öffentlich zeigt, von „Verhältnissen“ gar nicht zu reden. Jake weiß das, und obwohl ihn mit Montoya eine auf der gemeinsamen Leidenschaft zu Stierkämpfen fußende Freundschaft verbindet, ignoriert er Montoyas offensichtliche Missbilligung. Brett klagt Jake, ihrem „Liebling“, andauernd ihr Leid, das sie selbst verursacht; sie könne nicht anders und will das von Jake bestätigt haben. Jake zeigt sich ihr gegenüber verständnisvoll, obwohl offensichtlich ist, dass die Probleme, die zwischen dem Trinker Mike und Robert Cohn auftreten, durch die Tatsache verursacht wurden, dass sie trotz der Verlobung zu Mike eine Affäre mit Robert hatte.
Robert Cohn, in Universitätszeiten ein talentierter Amateurboxer, kann nicht verwinden, dass Brett im Hotelzimmer des Toreros Romero weilt. Er dringt ein und verprügelt den körperlich hoffnungslos unterlegenen Romero, so dass dieser noch beim späteren Stierkampf behindert ist. Dann schlägt er auch noch auf den betrunkenen Jake ein. Zuletzt flüchtet Robert – wahrscheinlich zurück nach Paris zu Frances Clyne. Nach Romeros Corrida, auf der er trotz der erwähnten Prügel wie immer glänzt, sucht Brett mit dem jungen Stierkämpfer das Weite. Die Fiesta geht damit zu Ende.
Teil 3: Nach der Fiesta verlassen auch Jake, Mike und Bill gemeinsam Spanien. Ihre Wege trennen sich in Südfrankreich an der Atlantikküste. Jake kehrt nach Spanien zurück, nach San Sebastián. Dort will er noch einige ruhige Tage alleine verbringen, bevor er zurück nach Paris fährt. Das funktioniert soweit auch ganz gut, bis ihm Brett telegrafiert, dass er sie in Madrid aufsuchen solle. Wie schon zuvor denkt Jake nicht nach, sondern reagiert sofort auf die flehentliche Bitte, nimmt den Nachtzug und trifft Brett im Hotel an. Sie hat sich von dem besitzergreifenden, aber unreifen Torero Romero getrennt. Brett und Jake unternehmen eine nachdenkliche Taxifahrt durch die heiße spanische Metropole, kommen einander dabei wieder näher und Brett bedauert wie schon zuvor das Schicksal, das nach ihrer Meinung zu dieser unglückseligen Situation geführt hat: „‚Ach, Jake‘, sagte Brett. ‚Wir hätten so glücklich zusammen sein können.‘ […] ‚Ja‘ […] ‚Ganz schön, sich das auszumalen, nicht wahr.‘“
In dieser Passage zeigt sich, wie Jake zu begreifen scheint, dass ein normales Verhältnis zu Brett niemals möglich wäre und sie sich jedes Mal nur zu ihm wendet, wenn es ihr gerade schlecht geht, dabei in Kauf nehmend, dass sie ihn immer wieder verletzt. Zugleich kommt der Autor hier, ohne es explizit anzusprechen, auf Jakes persönliche Tragik zurück.

## Der Autor über sein Werk
Hemingway selbst beschrieb in einem Brief an Francis Scott Fitzgerald, seinen Roman als „eine verdammt traurige Geschichte, in der aufgezeigt wird, wie Menschen zugrunde gehen“. Wie bereits die dem Buch vorangestellten Zitate zeigen, geht es aber auch um eine zeitkritische Betrachtung der nach dem Ersten Weltkrieg desillusionierten „verlorenen Generation“ (Gertrude Stein) und der Illustrierung des Predigerwortes „die Erde bleibt aber ewiglich“ (Salomo). In Fiesta geht es als Kernthema um die „durch den Krieg verlorenen Sicherheiten und um die Sinnsuche in Zeiten der Orientierungslosigkeit“.
Gezeigt werden die Gegensätze zwischen einer schädlichen (schwüle, stickige Atmosphäre der Pariser Nachtwelt) und einer gesunden, erd- und naturverbundenen Lebensweise (Angeln in den pyrenäischen Bergflüssen), dazwischen der Sport und sein Publikum. Die Hauptfiguren drücken dies verstärkend aus: die Circe Lady Brett Ashley, die so tief im Sumpf des Alkoholismus und der Dekadenz versunken ist, dass es ihr nicht gelingt, ein neues Leben zu beginnen; der Ich-Erzähler Jake Barnes ist der typische Hemingway-Held, beherrscht, auch gegenüber seelischen und körperlichen Schmerzen gleichmütig, der hier trotz seines Anteils an der Handlung ein unbeteiligter Beobachter bleibt; der aus einer wohlhabenden Familie stammende Amateurboxer Robert Cohn, der als einziger von seinen Gefühlen spricht, aber zwischen Unsicherheit und Aggression schwankt; Pedro Romero, der männliche Stierkämpfer, stolz, ausdauernd, mutig, tapfer, natürlich, willensstark und voller Würde.

## Verfilmung
1957 wurde Fiesta unter dem Titel Zwischen Madrid und Paris (The Sun Also Rises) von Regisseur Henry King verfilmt, der bereits fünf Jahre zuvor mit Schnee am Kilimandscharo (The Snows of Kilimanjaro) einen Erzählung von Hemingway auf die Leinwand brachte. In den Hauptrollen waren Tyrone Power, Ava Gardner, Mel Ferrer, Errol Flynn, Robert Evans und Juliette Gréco zu sehen.

## Ausgaben
- Ernest Hemingway: Fiesta. Autorisierte Übertragung aus dem Amerikanischen von Annemarie Horschitz-Horst. Rowohlt, Berlin 1928.
- Ernest Hemingway: Fiesta. Übertragung aus dem Amerikanischen von Werner Schmitz. Rowohlt Taschenbuch, Reinbek 2015, ISBN 978-3-499-26912-7.